# آي باد (الجيل التاسع)
آي باد 10.2 بوصة (آي باد (الجيل التاسع)، أو آي باد 9) هو حاسوب لوحي طورته وسوقته شركة أبل كخليفة لجهاز آيباد 8، أعلن عنه 14 سبتمبر 2021.